# Namibia ai Giochi della XXVI Olimpiade
La Namibia ha partecipato ai Giochi della XXVI Olimpiade di Atlanta, svoltisi dal 19 luglio all'8 agosto 1996, con una delegazione di 8 atleti, vincendo due medaglie d'argento.

## Medagliere
| Medaglia | Nome               | Sport            | Evento      |
| -------- | ------------------ | ---------------- | ----------- |
| Argento  | Frankie Fredericks | Atletica leggera | 100 m piani |
| Argento  | Frankie Fredericks | Atletica leggera | 200 m piani |

## Risultati

### Atletica Leggera
| Atleta           | Evento      | Batteria  | Batteria  | Quarto di finale | Quarto di finale | Semifinale | Semifinale | Finale    | Finale    |
| Atleta           | Evento      | Risultato | Posizione | Risultato        | Posizione        | Risultato  | Posizione  | Risultato | Posizione |
| ---------------- | ----------- | --------- | --------- | ---------------- | ---------------- | ---------- | ---------- | --------- | --------- |
| Frank Fredericks | 100 m piani | 10"32     | 21 Q      | 9"93             | 1 Q              | 9"94       | 2 Q        | 9"89      |           |
| Frank Fredericks | 200 m piani | 20"59     | 14 Q      | 20"38            | 4 Q              | 19"98      | 1 Q        | 19"68     |           |
| Joseph Tjitunga  | Maratona    |           |           |                  |                  |            |            | 2h27'52"  | 74        |

| Atleta             | Evento   | Batteria  | Batteria  | Quarto di finale | Quarto di finale | Semifinale | Semifinale | Finale    | Finale    |
| Atleta             | Evento   | Risultato | Posizione | Risultato        | Posizione        | Risultato  | Posizione  | Risultato | Posizione |
| ------------------ | -------- | --------- | --------- | ---------------- | ---------------- | ---------- | ---------- | --------- | --------- |
| Elizabeth Mongudhi | Maratona |           |           |                  |                  |            |            | 2h59'19"  | 59        |

### Pugilato
| Pesi mosca leggeri | Joseph Benhard | Rafael Lozano (Spagna) 10-2       |
| Pesi medio-leggeri | Sackey Shivute | Justann Crawford (Australia) 12-3 |

### Tiro a segno/volo
| Atleta         | Evento     | Qualificazione | Qualificazione | Finale    | Finale     |
| Atleta         | Evento     | Punteggio      | Classifica     | Punteggio | Classifica |
| -------------- | ---------- | -------------- | -------------- | --------- | ---------- |
| Friedhelm Sack | Pistola AC | 583            | 5              | 97.2      | 7          |

### Nuoto
| Gara       | Atleta          | Batterie | Batterie | Semifinali | Semifinali | Finale | Finale |
| Gara       | Atleta          | Tempo    | Pos.     | Tempo      | Pos.       | Tempo  | Pos.   |
| ---------- | --------------- | -------- | -------- | ---------- | ---------- | ------ | ------ |
| 100 m rana | Jörg Lindemeier | 1'50"50  | 35       | N.D.       | N.D.       | N.D.   | N.D.   |

| Gara               | Atleta      | Batterie | Batterie | Semifinali | Semifinali | Finale | Finale |
| Gara               | Atleta      | Tempo    | Pos.     | Tempo      | Pos.       | Tempo  | Pos.   |
| ------------------ | ----------- | -------- | -------- | ---------- | ---------- | ------ | ------ |
| 50 m stile libero  | Monica Dahl | 26"76    | 36       | N.D.       | N.D.       | N.D.   | N.D.   |
| 100 m stile libero | Monica Dahl | 57"95    | 32       | N.D.       | N.D.       | N.D.   | N.D.   |